# Marios Tokas

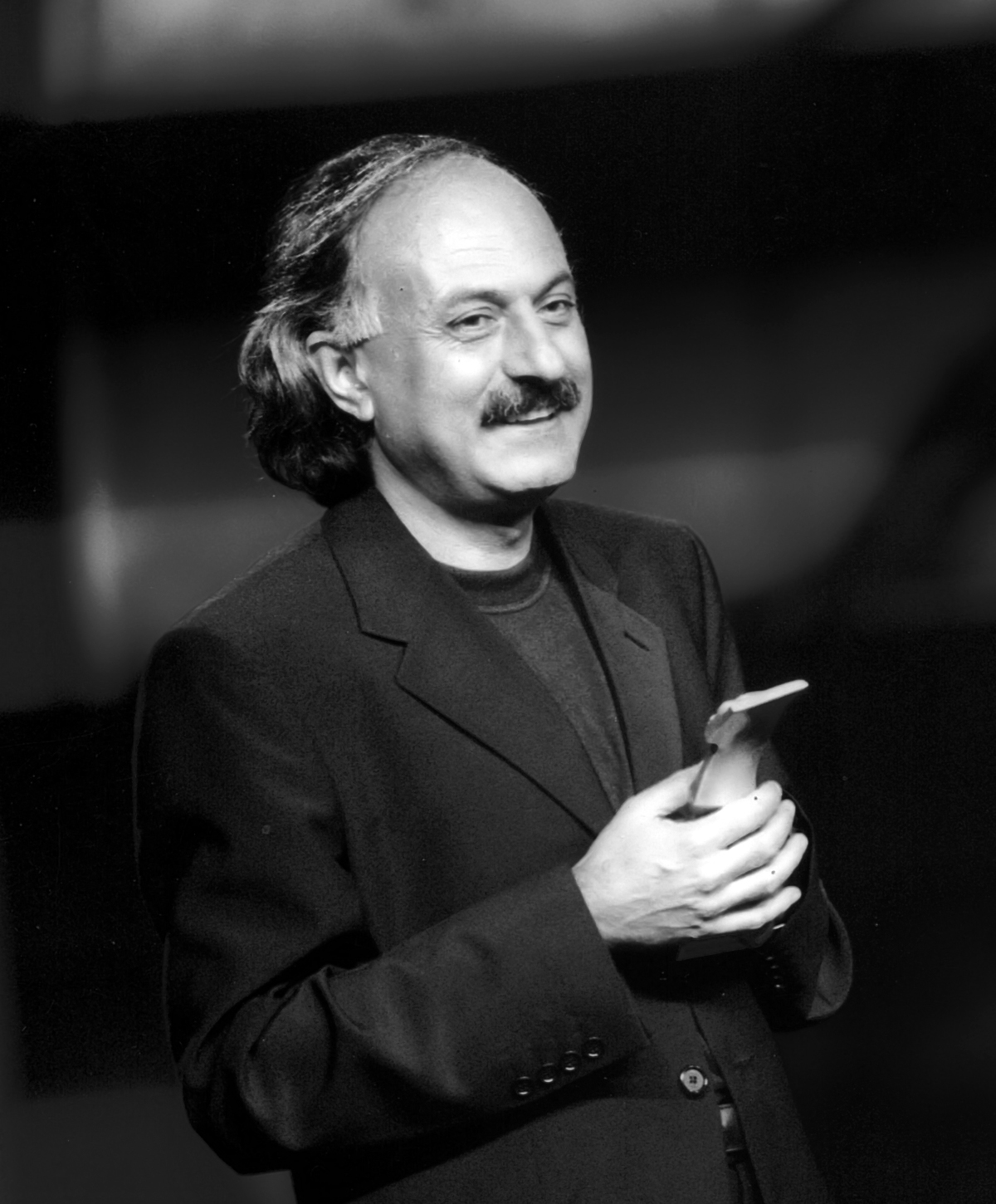
Marios Tokas

Marios Tokas (griechisch Μάριος Τόκας, * 8. Juni 1954 in Limassol; † 27. April 2008 in Athen) war ein zyprischer Komponist und Liedtexter.

## Leben
Tokas wuchs in Limassol auf und verlebte dort seine Kindheit und Jugend. Als das türkische Militär 1974 in Zypern einmarschierte, leistete er gerade seinen Militärdienst. Er selbst sagte, diese Zeit habe ihn traumatisiert und stark beeinflusst. Was er 1974 erlebt hatte, sei in seine Werke eingeflossen. Direkt danach begann Tokas an unterschiedlichen Orten Konzerte zu geben, um mit dem Geld zyprische Kriegsflüchtlinge zu unterstützen und seinen Landsleuten beizustehen.
Im September 1975, nach seinem 38-monatigen Militärdienst, zog er nach Athen, wo er an der Philosophischen Fakultät der Universität Athen und gleichzeitig an der Musikschule Ethniko Odio (Εθνικό Ωδείο) studierte. Er schloss sein Musikstudium mit Auszeichnung ab.
Tokas war mit Amalia Petsopoulou verheiratet, das Paar hat drei Kinder. Er starb 2008 an Krebs und wurde auf Staatskosten Zyperns auf dem Ersten Friedhof Athens beigesetzt. Seiner Beerdigung wohnten zahlreiche Menschen bei, auch der Staatspräsident Zyperns Dimitris Christofias.

## Karriere
Tokas‘ Interesse für Musik wurde geweckt, nachdem er mit 13 Jahren ein Konzert mit Mikis Theodorakis und Maria Farantouri in Limassol besucht hatte. Anschließend beschäftigte er sich während seiner Schulzeit mit Musik und schrieb Stücke für Schulaufführungen. Tokas‘ Musik wird der Laïki Mousiki, der griechischen Volksmusik, zugeordnet. Zahlreiche seiner Stücke sind von der zyprischen Musik beeinflusst und seine Texte handeln oft vom Schicksal seiner geteilten Heimat.
1978 veröffentlichte er seine erste Schallplatte namens Tragoudia tis pareas (Lieder der Freunde) mit eigener Musik und Liedtexten, gesungen von Manolis Mitsias. Ein Meilenstein seiner Karriere war 1981 die Zusammenarbeit mit dem griechischen Lyriker Giannis Ritsos, als er dessen Gedichte vertonte und als Schallplatte mit dem Titel Pikrameni mou genia (Meine verbitterte Generation) herausbrachte, gesungen von Lakis Chalkias. Später vertonte er auch Gedichte von Kostas Varnalis, Kostas Karyotakis, Nazim Hikmet und anderen Poeten.
Tokas arbeitete im Laufe seiner Karriere mit zahlreichen bekannten, griechischen Musikerinnen und Musikern zusammen, unter anderem mit Haris Alexiou, Dimitra Galani, Marinella, Constandina, Glykeria, Katerina Kouka, Dimitris Mitropanos, Giannis Parios, Tolis Voskopoulos und Paschalis Terzis. Er schrieb Filmmusik, Musik für Theaterstücke und Fernsehfilme.
Tokas selbst bezeichnet sein musikalisches Werk namens Mutter Gottes Maria, das 1996 als Schallplatte erschien, als einen Höhepunkt seiner Karriere. Er komponierte die Musik, nachdem er die Athos-Republik besucht und ihn dieses Erlebnis tief berührt hatte.
Bis zu seinem Tod veröffentlichte Tokas zahlreiche Schallplatten. Er hinterließ ein reiches musikalisches Erbe, seine Kompositionen gehören immer noch zu den beliebtesten der Laïki Mousiki in Zypern und Griechenland.

## Auszeichnungen

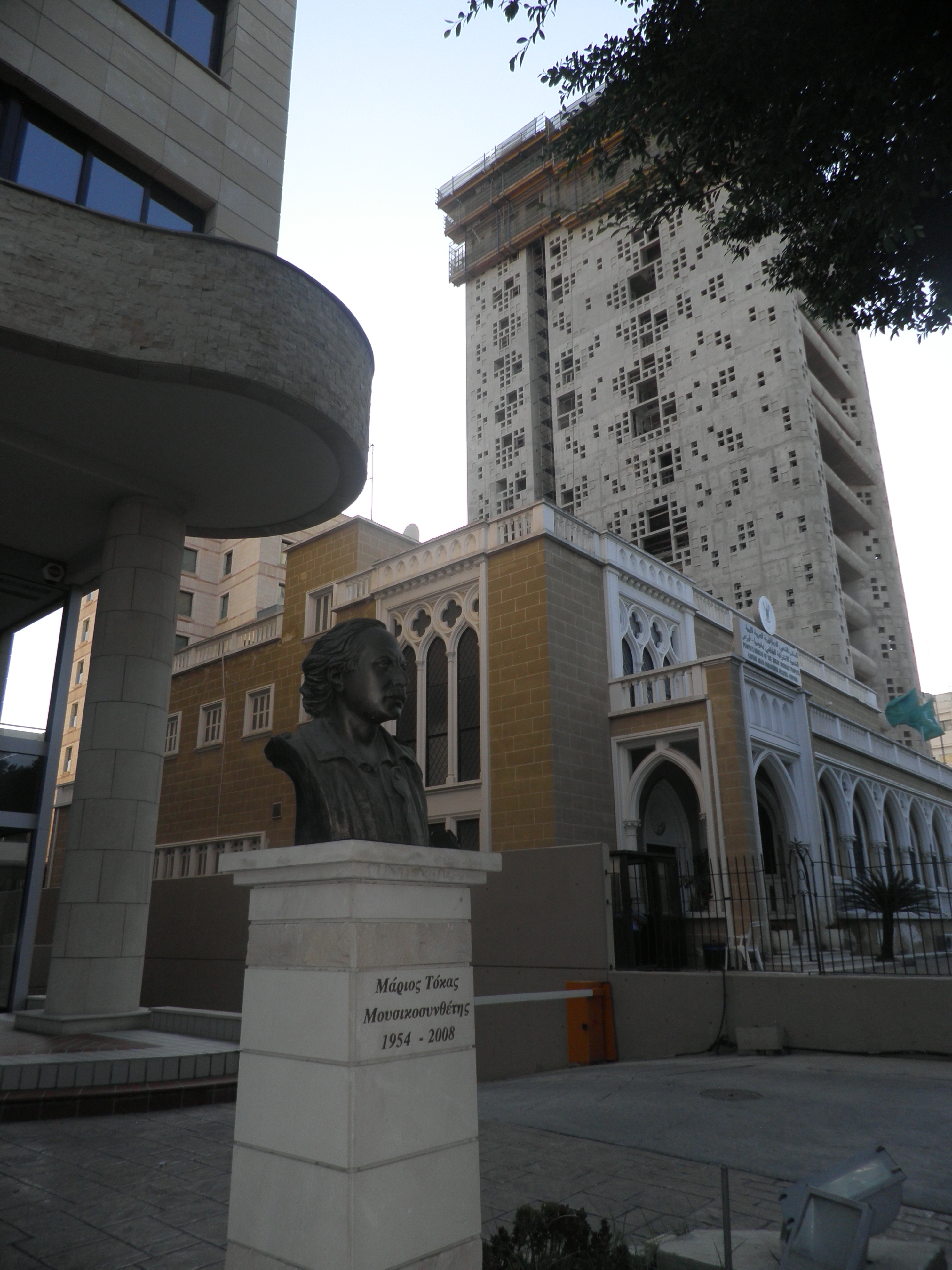
Büste von Marios Tokas in Nikosia 2011

2001 wurde Marios Tokas mit der Medaille herausragender Verdienste um die zyprische Demokratie (Μετάλλιο Εξαίρετης Προσφοράς της Κυπριακής Δημοκρατίας) ausgezeichnet. Ein Jahr danach verlieh man ihm auch den Jannos-Kranidiotis-Preis (βραβείο «Γιάννος Κρανιδιώτης»), eine Auszeichnung, die nach dem zyprischen Politiker Kranidiotis benannt wurde, der maßgeblich an den Bemühungen zur Aufnahme Zyperns in die EU beteiligt war. In der Begründung zu Tokas‘ Auszeichnung stand:

«Μάριος Τόκας, μουσικοσυνθέτης γιατί καταξιώθηκε στο χώρο της μουσικής και προσθέτει στην ποιότητα της δημιουργίας του, την ευαισθησία του για την ιδιαίτερη πατρίδα του Κύπρο με γνήσια οράματα για τη συμφιλίωση και την κατάργηση των συρματοπλεγμάτων.»

„Marios Tokas, Musiker und Komponist, [erhielt die Auszeichnung] weil er es verstand, seine Musik und deren Qualität mit einer Sensibilität für seine Heimat Zypern zu verbinden, die sich in ernst gemeinten Visionen für eine Versöhnung und die Abschaffung von Stacheldrahtzäunen ausdrückte.“

## Diskografie
- 1978 Τα τραγούδια της παρέας (Lieder der Freunde) mit Manolis Mitsias
- 1978 ΑΡΕΣ, ΜΑΡΕΣ, ΚΟΥΚΟΥΝΑΡΕΣ (Παιδικός Δίσκος) (Ares, Mares, Koukounares (Kinderschallplatte)) mit Tania Tsanaklidou
- 1981 Πικραμένη μου γενία (Meine verbitterte Generation) mit Lakis Chalkias
- 1982 Τα Βοριαδάκια (Die Nordwindchen)
- 1984 Μικρά ερωτικά (Kleine Lieben)
- 1986 Κύπρος στο ρυθμό του έρωτα (ορχηστρικά) (Zypern im Rhythmus der Liebe (Orchestermusik))
- 1987 Στη λεωφόρο της αγάπης (Auf der Straße der Liebe) mit Giannis Parios, Haris Alexiou, Dimitra Galani
- 1987 Τραγούδια για την Κωνσταντίνα (το σημάδι) (Lieder für Constandina (der Fleck)) mit Constandina
- 1989 Σαν τρελλό φορτηγό (Wie ein verrückter Lastwagen) mit Giannis Parios
- 1991 Στάζεις έρωτα (Du tropfst vor Liebe) mit Tolis Voskopoulos
- 1992 Η εθνική μας μοναξία (Unsere nationale Einsamkeit) mit Dimitris Mitropanos
- 1993 Πάντα ερωτευμένος (Immer verliebt) mit Giannis Parios
- 1993 Διδυμα φεγγάρια (Zwillings-Monde) Musik von Marios Tokas und Lavrentis Machairitsas, Gesang Aleka Kanellidou
- 1994 Γειά σου Ελλάδα - (ορχηστρικά και συμμετοχή του Γιάννη Πάριου) (Grüß dich, Griechenland (Orchestermusik)) unter Mitwirkung von Giannis Parios
- 1994 Παρέα μ’εναν ήλιο (In Gesellschaft mit einer Sonne) mit Dimitris Mitropanos
- 1995 Δεν σκοτώνουν την αγάπη με την πρώτη αφορμή (Man tötet die Liebe nicht beim ersten Anlass) mit Katerina Kouka
- 1996 Θεσμοφοριάζουσαι (μουσική για την παράσταση του Θεατρικού Οργανισμού Κύπρου) (Institutionalisiert (Musik für eine Vorstellung der Theaterorganisation Zyperns))
- 1997 Ψυχή τε και σομάτι (Κ.Χατζηχριστοδούλου) - ποιήματα απαγχονισθέντων αγωνιστών της ΕΟΚΑ (Seele und Körper) (K. Chazichristodoulou – Gedichte Gehängter EOKA-Kämpfer)
- 1997 Με όνομα βαρύ σαν ιστορία (Mit einem Namen so schwer wie die Geschichte) mit Stelios Dionysiou
- 1998 Βίος ανθοσπάρτος (Lange leben und gedeihen) mit Manolis Mitsias (Musik für die gleichnamige Fernsehserie des Fernsehkanals MEGA)
- 1998 Φωνή πατρίδος (Stimme der Heimat) mit Giannis Parios
- 1998 Θεογέννητορ Μαρία (Mutter Gottes Maria) mit Manolis Mitsias und Kyriakos Chazichristodoulou
- 1999 Εντελβαϊς (Edelweiß) (Verse von Alkis Alkeos) mit Dimitris Mitropanos
- 2001 Θέλω να πω (Ich möchte etwas sagen) mit Paschalis Terzis
- 2002 Τα τραγούδια μου (Meine Lieder)
- 2002 Αμμοχώστος βασιλεύουσα (Famagusta regiert) mit Dimitris Mitropanos, Manolis Mitsias, Glykeria, Maria Alexiou und Kyriakos Chazichristodoulou
- 2002 Θεογέννητορ Μαρία (Mutter Gottes Maria, Live Aufnahme von Wien) mit Manolis Mitsias und Kyriakos Chazichristodoulou
- 2003 Η αγάπη ήρθε από μακριά (Die Liebe kam von weit her (Musik für die gleichnamige TV-Serie des Fernsehkanals ANT1)) mit Glykeria
- 2003 Βαρέα ανθυγιεινά (Schwer und ungesund (Musik für den gleichnamigen Kinofilm)) mit Paschalis Terzis
- 2006 FONTANA AMOROSA (Orchestermusik)
- 2006 Σε πρώτο πλάνο (Vordergrund) mit Themis Adamantidis
- 2007 ’Ασπρο μαντήλι ανέμιζε (Ein weißes Tuch weht) mit Vasilis Skoulas und unter Mitwirkung von Pantelis Thalassinos
- 2008 ΜΑΡΙΟΣ ΤΟΚΑΣ ΑΝΘΟΛΟΓΙΑ 4CD ΜΕ ΤΙΣ ΜΕΓΑΛΥΤΕΡΕΣ ΕΠΙΤΥΧΙΕΣ ΤΟΥ (Marios Tokas, Sammlung von 4CDs seiner größten Erfolge) (1978–2006)
- 2012 Ήλιος κόκκινος (Rote Sonne) mit Dimitris Mitropanos, Giannis Parios, Paschalis Terzis, Giannis Kotsiras
- 2017 Τραγούδια που ζούνε λαθραία (Lieder, die im Verborgenen leben) (Liedtexte von Alkis Alkeou) mit Miltos Paschalidis